# Defford
 (juillet 2018).
Si vous disposez d'ouvrages ou d'articles de référence ou si vous connaissez des sites web de qualité traitant du thème abordé ici, merci de compléter l'article en donnant les références utiles à sa vérifiabilité et en les liant à la section « Notes et références ».
Defford est un village et une paroisse civile du Worcestershire, en Angleterre. Il est situé entre les villes de Pershore et Upton-upon-Severn. Administrativement, il relève du district de Wychavon. Au moment du recensement de 2011, il comptait 571 habitants.
Le village comprend trois pubs et une école primaire. La Royal Air Force y a possédé une base aérienne de 1941 à 1957, principalement destinée à tester les radars fabriqués à Malvern, la ville voisine.